# Norman Slater
Norman Bernard Slater (23 de janeiro de 1894 — 1 de março de 1979) foi um jogador de rugby union estadunidense, campeão olímpico.

## Carreira
Norman Slater era filho de Louise, filha de um emigrante irlandês, e de John, natural de Shetland, capitão do mar. Ele tinha três irmãos, Marguerite, James Herbert e Colby, também medalhista de ouro olímpico. Ele frequentou a Berkeley High School, mas nunca se matriculou na faculdade.
Durante sua carreira esportiva, representou o Clube Olímpico no futebol e basquete. Slater integrou a equipe da Seleção dos Estados Unidos que conquistou a medalha de ouro nos Jogos Olímpicos de Verão de 1924 em Paris. Ele jogou uma partida desta competição, em 11 de maio, os americanos venceram no Stade de Colombes contra os romenos por 37-0, e na segunda partida ele foi bandeirinha. Juntamente com outros medalhistas de ouro do rugby union, ele foi incluído no Hall da Fama do IRB em 2012.
Em outubro de 1928, ele deixou seu emprego como mecânico em São Francisco e mudou-se para Clarksburg para trabalhar na fazenda com seu irmão, Colby. Em 1947, ambos iniciaram a criação do corpo de bombeiros local, liderado por Norman Slater até sua aposentadoria em 1962.